# Pomeni imen asteroidov: 95001–96000
Pregled pomenov imen asteroidov (malih planetov) od številke 95001 do 96000, ki jim je Središče za male planete dodelilo številko in so pozneje dobili tudi uradno ime  v skladu z dogovorjenim načinom imenovanja. Pregled je preverjen z Schmadelovim “Slovarjem imen malih planetov” (“Dictionary of Minor Planet Names”). 
Pregled pojasnjuje izvor oziroma pomen imen asteroidov, ki ga je priznala Mednarodna astronomska zveza (IAU). Nekateri asteroidi imajo imajo dodatno pojasnilo o izvoru imena, ki pa vedno ni popolnoma zanesljivo (oznaka “†” ali “‡“). 
| Ime                | Začasna oznaka | Izvor imena |
| 95001–95100        | 95001–95100    | 95001–95100 |
| ------------------ | -------------- | --- |
| 95008 Ivanobertini | 2002 AH1       | Ivano Bertini, italijanski astronom † |
| 95016 Kimjeongho   | 2002 AA9       | Kim Jeongho, korejski geograf in kartograf † |
| 95101–95200        |                | |
| 95179 Berkó        | 2002 BO        | Ernő Berkó, madžarski ljubiteljski astronom, neodvisni odkritelj supernove z oznako 1999by in več kot 160 novih dvojnih zvezd †                                                                        |
| 95201–95300        |                | |
| 95219 Borgman      | 2002 CT14      | Dennis Borgman, ameriški strojnik, tesar, električar, klepar, programmer in ljubiteljski astronom, aktivno je deloval na Observatoriju George (George Observatory) in v Astronomskem klubu Fort Bend † |
| 95301–95400        |                | |
| 95401–95500        |                | |
| 95501–95600        |                | |
| 95593 Azusienis    | 2002 FU10      | Algimantas Azusienis, litvanski astronom † |
| 95601–95700        |                | |
| 95701–95800        |                | |
| 95771 Lachat       | 2003 EZ49      | Damien Lachat, švicarski inženir elektronike in ljubiteljski astronom, eden izmed ustanoviteljev Astronomskega observatorija Jura, kjer je bil asteroid odkrit †                                       |
| 95801–95900        |                | |
| 95802 Francismuir  | 2003 FM42      | Francis Muir, britansko-ameriški mentor in svetovalec odkritelja † |
| 95851 Stromvil     | 2003 FD123     | Stromvilski fotometrični sistem (Stromvil photometric system), kombinacija Strömgrenovega in Vilniškega fotometričnega sistema †                                                                       |
| 95901–96000        |                | |
| 95939 Thagnesland  | 2003 KL20      | Thaddeus in Agnes Vreeland, po materini strani stari starši odkritelja † |
| 95959 Covadonga    | 2003 SU224     | Covadonga Camblor, žena odkritelja † |
| 95962 Copito       | 2003 WZ87      | Copito de Nieve ali "snežinka", albino gorila, ki je umrla v živalskem vrtu Barcelone približno ob istem času, kot je bil asteroid odkrit † Arhivirano 2008-05-25 na Wayback Machine. ‡                |

| Predhodnik: 94001–95000 | Pomeni imen asteroidov Seznam asteroidov (95001-95250) Seznam asteroidov (95251-95500) Seznam asteroidov (95501-95750) Seznam asteroidov (95751-96000) | Naslednik: 96001–97000 |